# Eckhard Hollmann
Eckhard Hollmann (* 1945 in Altenburg) ist ein deutscher Kunstpublizist, Verlagslektor und Buchgestalter.

## Leben
Geboren 1945 im thüringischen Altenburg, studierte er von 1962 bis 1968 Kunsterziehung, Geschichte und Kunstgeschichte an der Karl-Marx-Universität in Leipzig und arbeitete nach Erlangung des Diploms als Lektor in der Edition Leipzig – Verlag für Kunst und Wissenschaft. 
In diesem Verlag erschienen u. a. anspruchsvolle Künstlereditionen (z. B. Sisyphos Presse, hrsg. von Elmar Faber und Eckhard Hollmann) und Kunstreiseführer. Hollmann schrieb gemeinsam mit dem Denkmalpfleger Gerd Baier und dem Verleger Elmar Faber den Kunstreiseführer Deutsche Demokratische Republik, der 1977 im Frankfurter Verlag DuMont erschien und in der Chronik des traditionsreichen Verlagshauses als einer der vier wichtigsten Titel dieses Jahres aufgeführt ist. 
Hollmann konzentrierte sich in der Folgezeit publizistisch auf Themen der Klassischen Moderne und der zeitgenössischen Kunst in der DDR. Ab 1985 arbeitete er freiberuflich als Buchgestalter und schrieb Katalogtexte und Artikel zu Ausstellungen.
Nach der Übersiedlung mit seiner Familie in die Bundesrepublik im Februar 1988 konnte Hollmann an seine lektorische, buchkünstlerische und schriftstellerische Arbeit anknüpfen und war bis 2010 im Prestel Verlag München als Cheflektor tätig. Seitdem arbeitet er freischaffend in München.

## Publikationen (Auswahl)
- Kunst-Reiseführer DDR. Köln, 1977 (mit Gerd Baier, Elmar Faber)
- Günter Firit – Untergang ohne Umarmung. Berlin, 1995 (mit Annegret Hoberg, Lutz Fiebig)
- Peter Wagler – Grafik, Bücher Texte. Berlin, 1995
- Kunst! Das 20. Jahrhundert. München, 1997 (mit Jürgen Tesch)
- Paul Gauguin – Bilder aus der Südsee. München, 1996
- Der Blaue Reiter. München, 2011
- Lutz Friedel. Et in Arcadia ego – Ein Totentanz. München, 2011 (mit Sigrid Damm, Matthias Flügge)
- Günther Uecker – Geschriebene Bilder. Berlin, 2011 (mit Jürgen Krieger)
- Gemalte Poesie – Gil Schlesinger zum 80. Geburtstag. Altenburg, 2011
- Exchange of Thoughts – Koen Vermeule & Eckhard Hollmann, in: Koen Vermeule – Dreamer, Berlin 2012

- Paul Gauguin. München, 2012 (mit Isabelle Cahn)
- Gauguin und seine Zeit. Leipzig, Seemann Verlag 2014
- Innensicht und Blick nach außen – Neue Arbeiten von Peter Schnürpel. Pfaffenhofen, 2014
- Die Sammlung Lichtenstein – Grafische Mappenwerke. Altenburg, E. Reinhold Verlag,  2015